# Graphidipus graphidiparia
Graphidipus graphidiparia là một loài bướm đêm trong họ Geometridae.